# Eric Radford
Eric Radford (Winnipeg, 27 gennaio 1985) è un ex pattinatore artistico su ghiaccio canadese. Oro olimpico nella gara a squadre e bronzo nel pattinaggio a coppie a Pyeongchang 2018, e in precedenza argento nella gara a squadre a Soči 2014.

## Biografia
Nel dicembre 2014, ha fatto coming out come gay in un'intervista al periodico Outsports. È ambasciatore del Comitato Olimpico Canadese per il programma #OneTeam volto a combattere l'omofobia nello sport.
Nel giugno 2017 inizia una relazione sentimentale con il danzatore su ghiaccio spagnolo Luis Fenero.

### Carriera
Dopo aver esordito nel circuito internazionale nelle competizioni individuali maschili, Radford è passato alle coppie di artistico. Le sue prime partner sono state Sarah Burke, Rachel Kirkland e Anne-Marie Giroux.
In coppia con Meagan Duhamel ha vinto i campionati mondiali del 2015, l'argento nella gara a squadre alle Olimpiadi di Soči 2014, due bronzi mondiali (del 2013 e 2014), due ori ai Campionati dei Quattro continenti e quattro campionati canadesi.
Ha rappresentato il Canada ai Giochi olimpici di Pyeongchang 2018, vincendo la medaglia d'oro nella gara a squadre, con Patrick Chan, Kaetlyn Osmond, Gabrielle Daleman, Meagan Duhamel, Tessa Virtue e Scott Moir. In seguito ha vinto pure il bronzo nel pattinaggio a coppie (230.15 punti) dietro i cinesi Sui Wenjing ed Han Cong (235.47 punti) e i tedeschi Aljona Savchenko e Bruno Massot (235.90 punti).

## Palmarès

### Con James
| Internazionali            | Internazionali | Internazionali |
| Evento                    | 2021–22        |                |
| ------------------------- | -------------- | -------------- |
| Giochi olimpici invernali | 12°            |                |
| Campionati mondiali       | 3°             |                |
| GP Trophée Eric Bompard   | 4°             |                |
| GP Skate Canada           | 4°             |                |
| CS Autumn Classic         | 2°             |                |
| CS Finlandia Trophy       | 5°             |                |
| CS Golden Spin            | 4°             |                |
| Nazionali                 |                |                |
| Campionati canadesi       | R              |                |
| Eventi a squadre          |                |                |
| Giochi olimpici invernali | 4° S 4° P      |                |
| R = Ritirati              |                |                |

### Con Duhamel
| Internazionali | Internazionali | Internazionali | Internazionali | Internazionali | Internazionali | Internazionali | Internazionali | Internazionali |
| Evento | 2010–11        | 2011–12        | 2012–13        | 2013–14        | 2014–15        | 2015–16        | 2016–17        | 2017–18        |
| --- | -------------- | -------------- | -------------- | -------------- | -------------- | -------------- | -------------- | -------------- |
| Giochi olimpici invernali                                                                                                  |                |                |                | 7°             |                |                |                | 3°             |
| Campionati mondiali | 7°             | 5°             | 3°             | 3°             | 1°             | 1°             | 7°             | R              |
| Quattro continenti | 2°             | 4°             | 1°             |                | 1°             | R              | 2°             |                |
| GP Final |                | 5°             | 4°             | 5°             | 1°             | 2°             | 3°             | 3°             |
| GP Trophée Eric Bompard |                | 3°             | 2°             | 2°             |                |                |                |                |
| GP NHK Trophy |                |                |                |                | 1°             | 1°             | 1°             |                |
| GP Skate Canada | 5°             | 3°             | 2°             | 3°             | 1°             | 1°             | 1°             | 1°             |
| GP Skate America |                |                |                |                |                |                |                | 3°             |
| CS Autumn Classic |                |                |                |                | 1°             |                |                | 2°             |
| CS Finlandia |                |                |                |                |                |                | 1°             |                |
| Nebelhorn Trophy | 3°             |                |                |                |                |                |                |                |
| Autumn Classic |                |                |                |                |                | 1st            |                |                |
| Nazionali |                |                |                |                |                |                |                |                |
| Campionati canadesi | 2°             | 1°             | 1°             | 1°             | 1°             | 1°             | 1°             | 1°             |
| Eventi a squadre |                |                |                |                |                |                |                |                |
| Giochi olimpici invernali                                                                                                  |                |                |                | 2° S 2° P      |                |                |                | 1° S           |
| World Team Trophy |                | 3° S 2° P      | 2° S 2° P      |                | 4° S 2° P      |                |                |                |
| Team Challenge Cup |                |                |                |                |                | 1° S 1° P      |                |                |
| R = Ritirati S = Risultato della squadra; P = Risultato personale. Medaglie assegnate solo per il risultato della squadra. |                |                |                |                |                |                |                |                |

### Con Giroux
| Nazionali           | Nazionali |
| Evento              | 2009–10   |
| ------------------- | --------- |
| Campionati canadesi | 8°        |

### Con Kirkland
| Internazionali      | Internazionali | Internazionali | Internazionali | Internazionali |
| Evento              | 2005–06        | 2006–07        | 2007–08        | 2008–09        |
| ------------------- | -------------- | -------------- | -------------- | -------------- |
| GP Skate Canada     |                |                |                | 6°             |
| Nebelhorn Trophy    |                |                | 4°             | 7°             |
| Nazionali           |                |                |                |                |
| Campionati canadesi | 2° J           | 5°             | 5°             | 7°             |
| J = Junior          |                |                |                |                |

### Con Burke
| Internazionali      | Internazionali | Internazionali |
| Evento              | 2003–04        | 2004–05        |
| ------------------- | -------------- | -------------- |
| JGP Repubblica Ceca | 6°             |                |
| JGP Ungheria        |                | 5°             |
| Nazionali           |                |                |
| Campionati canadesi |                | 4° J           |
| J = Junior          |                |                |

### Individuale maschile
| Internazionali      | Internazionali | Internazionali | Internazionali |
| Evento              | 2002–03        | 2003–04        | 2004–05        |
| ------------------- | -------------- | -------------- | -------------- |
| JGP Canada          | 13°            |                |                |
| JGP Repubblica Ceca |                | 11°            |                |
| Copenhagen Trophy   |                | 3° J           |                |
| Triglav Trophy      | 5° J           |                |                |
| Nazionali           |                |                |                |
| Campionati canadesi | 4° J           | 1° J           | 15°            |
| J = Junior          |                |                |                |